# Andrea Berg (volley-ball)
Andrea Berg est une ancienne joueuse allemande de volley-ball née le 24 janvier 1981 à Nordhorn. Elle mesure 1,89 m et jouait au poste de centrale. Elle a totalisé 26 sélections en équipe d'Allemagne.

## Clubs
| Club           | De        | À         |
| -------------- | --------- | --------- |
| SCU Emlichheim | 1991-1992 | 2001-2002 |
| USC Münster    | 2002-2003 | 2012-2013 |

## Palmarès
- Championnat d'Allemagne
  - Vainqueur : 2004, 2005.
  - Finaliste : 2003.
- Coupe d'Allemagne
  - Vainqueur : 2004, 2005.
  - Finaliste : 2003, 2006.